# Felipe Salinas
Felipe Alejandro Salinas Gatica (Quillota, Chile, 12 de mayo de 1982) es un exfutbolista chileno. Jugaba de defensa. Paralelamente estudió la carrera de geografía en la PUCV.
Actualmente es ayudante técnico en San Marcos de Arica.

## Clubes
| Club              | País  | Año       |
| ----------------- | ----- | --------- |
| San Luis          | Chile | 2000-2001 |
| San Antonio Unido | Chile | 2002      |
| San Luis          | Chile | 2003-2008 |
| Cobreloa          | Chile | 2008-2010 |
| Unión San Felipe  | Chile | 2011-2012 |
| Cobresal          | Chile | 2013-2014 |
| San Luis          | Chile | 2014-2015 |
| Everton           | Chile | 2015-2016 |
| Unión La Calera   | Chile | 2017-2018 |

## Palmarés
| Título           | Club            | País  | Año             |
| ---------------- | --------------- | ----- | --------------- |
| Tercera División | San Luis        | Chile | 2003            |
| Primera B        | San Luis        | Chile | 2014-15         |
| Primera B        | Unión La Calera | Chile | Transición 2017 |

| Predecesor: Luis Fuentes Alejandro Osorio | Capitán de Cobreloa 2009 2010 | Sucesor: Alejandro Osorio Daniel González |